# Carbeto de lítio
Carbeto de lítio, Li2C2, também conhecido como acetileto de lítio, é um composto químico de lítio e carbono. É um composto intermediário produzido durante procedimentos de datação por radiocarbono. Li2C2 é um dos vários de uma lista extensa de compostos lítio−carbono os quais incluem os ricos em lítio; Li4C, Li6C2, Li8C3, Li6C3, Li4C3, Li4C5, e os compostos de intercalação de grafita LiC6, LiC12, e LiC18.
Li2C2 é o termodinamicamente estável composto rico em lítio e é o único deles que pode ser obtido dos elementos. Foi primeiramente produzido por Moissan, em 1896 que reagiu carvão com carbonato de lítio. Os outros compostos ricos em lítio são produzidos por reação de vapor de lítio com hidrocarbonetos clorados como o tetracloreto de carbono (CCl4).
Carbeto de lítio é algumas vezes confundido com o fármaco carbonato de lítio (Li2CO3), por causa da similaridade de seus nomes.